# Mata da Casa das Eiras
Mata da Casa das Eiras, ou Penedo com gravuras rupestres na Tapada das Eiras é um sítio pré-histórico com arte rupestre ao ar livre localizado na freguesia portuguesa de Perozelo, do município de Penafiel.